# SARS-CoV-2-omikronvariant
De SARS-CoV-2-omikronvariant, ook bekend als B.1.1.529, is een variant van SARS-CoV-2, het virus dat de ziekte COVID-19 veroorzaakt. De variant is vernoemd naar omikron, de vijftiende letter van het Griekse alfabet. De variant werd voor het eerst geïdentificeerd in een monster genomen in Botswana op 9 november 2021 bij vier personen van een diplomatieke missie.
De eerste besmetting met de omikronvariant  werd gerapporteerd vanuit Zuid-Afrika op 24 november 2021. Op deze dag kreeg de variant in het PANGO-nomenclatuursysteem voor SARS-CoV-2-varianten de aanduiding B.1.1.529. Op 26 november kreeg de variant bij de Wereldgezondheidsorganisatie de classificatie variant of concern (zorgwekkende variant), omdat deze variant besmettelijker zou kunnen zijn dan de al bestaande. In een representatieve steekproef van COVID-19-monsters in Zwitserland werd op 19 november 2021 in 0,5% de omikronvariant gevonden, op 26 november was dit 3,6%.
De variant telt 50 mutaties waarvan in totaal 32 op de spike-eiwitten. Van deze 32 zijn er een aantal die er mogelijkerwijs voor zorgen dat het virus de bestaande immuunreactie van gevaccineerden en genezenen ten dele kan ontlopen.
Als reactie op de mogelijke gevolgen van verdere verspreiding werden reisbeperkingen ingevoerd voor meerdere landen. Buiten Zuid-Afrika was de variant op 26 november onder meer vastgesteld in Botswana, Zimbabwe, Namibië, Hongkong, Duitsland, het Verenigd Koninkrijk, België en Nederland. Op 28 november 2021 maakte het RIVM bekend dat er in Nederland dertien gevallen met zekerheid vastgesteld waren.
De snelle stijging van de besmettingen met de omikronvariant lag ten grondslag aan de op 18 december 2021 door de Nederlandse regering afgekondigde lockdown. Volgens Brits onderzoek is de individuele kans op ziekenhuisopname lager dan bij de deltavariant,
maar leidt de hogere besmettelijkheid van omikron mogelijk toch tot meer opnames.